# Cuscuta croymbosa
Cuscuta croymbosa là một loài thực vật có hoa trong họ Bìm bìm. Loài này được Ruiz & Pav. mô tả khoa học đầu tiên năm 1798.